# Чамово (Архангельская область)
Ча́мово — сельский населённый пункт в Виноградовском районе Архангельской области России. Деревня входит в состав Шидровского сельского поселения.

## География
Чамово расположено на левом берегу реки Северная Двина, напротив села Конецгорье. В советское время деревня относилась к Конецгорскому сельсовету. Ниже Чамово по течению Двины находится деревня Наволок, а выше — деревня Шужега. От основного русла Северной Двины Чамово отделяется протокой Чамовский Полой и островом Зеленец. Через Чамово проходит автодорога от Архангельска до Котласа (Усть-Вага — Ядриха).

## Население
| 2002 | 2010 | 2012 |
| ---- | ---- | ---- |
| 58   | ↘40  | ↘36  |

В 1888 году в деревне Иеремеевской насчитывалось 229 душ обоего пола. По переписи 1920 года в Чамовском сельском обществе Ростовской волости проживало 388 человек. Население деревни, по данным Всероссийской переписи населения 2010 года, составляет 40 человек. В 2009 году в Чамово проживало 39 человек, в том числе 18 пенсионеров.

## Уроженцы
- Тункин, Григорий Иванович — советский юрист-международник

## Интервенция и гражданская война
В 1918—1919 годах Чамово было оккупировано интервентами. В 1918 году у деревни Чамово была подбита и затонула канонерка красных «Могучий». Отступая в 1919 году, союзники взорвали два британских монитора (М-25 и М-27), севших на мель на Чамовском перекате.

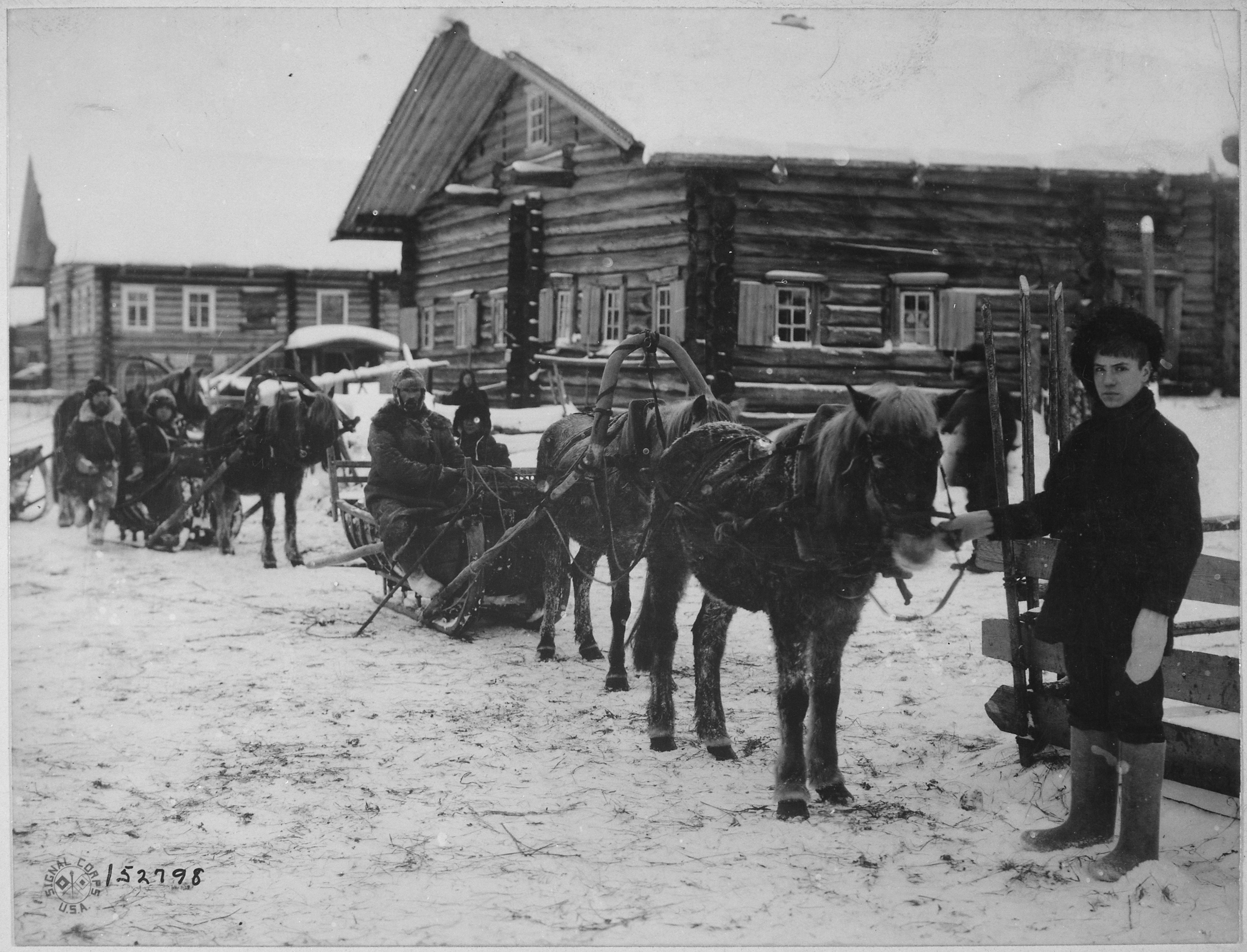
Американский отряд проходит через деревню Чамово

## Часовой пояс
Чамово, также как и вся Архангельская область, находится в часовом поясе, обозначаемом по международному стандарту как Moscow Time Zone (MSK/MSD). Смещение относительно Всемирного координированного времени UTC составляет +3:00 (MSK, зимнее время) и +4:00 (MSD, летнее время).

## Топографические карты
- Чамово на Wikimapia
- Чамово. Публичная кадастровая карта